# Disseny universal

Pictogrames de discapacitacions

El disseny universal o disseny inclusiu és un paradigma del disseny que dirigeix les seves accions al desenvolupament de productes i entorns de fàcil accés per al major nombre de persones possible, sense la necessitat d'adaptar-los o redissenyar-los d'una forma especial. El concepte sorgeix del disseny sense barreres, del disseny accessible i de la tecnologia assistida de suport. A diferència d'aquests conceptes, el disseny universal aconsegueix tots els aspectes de l'accessibilitat i es dirigeix a totes les persones, incloses les persones amb discapacitat. Resol el problema amb una visió holista, partint de la idea de la diversitat humana; a més, té en compte la manera com es ven el producte i la imatge de producte perquè aquests, a més de ser accessibles, puguin vendre's i captar tot el rang de consumidors.
El propòsit del disseny universal és simplificar la realització de les tasques quotidianes mitjançant la construcció de productes, serveis i entorns més senzills d'usar per totes les persones i sense cap esforç. El disseny universal, doncs, beneficia a totes les persones de totes les edats i habilitats.